# 泉万里
泉 万里（いずみ まり、1957年 - ）は、日本美術史学者、元大和文華館学芸部長。

## 経歴
（この節の出典）
1980年東北大学文学部卒業。出版社勤務ののち、86年大阪大学大学院美学科入学。92年博士課程満期退学。大阪大学文学部助手、96年「中世着色画屏風の研究　東京国立博物館所蔵「浜松図屏風」を中心に」で阪大博士（文学）、同年神戸市看護大学助教授、2005年大阪大学総合学術博物館助教授、07年教授。2014年、静岡県立美術館学芸部長。2017年より大和文華館学芸部長。

## 著書
- 『扇のなかの中世都市 光円寺所蔵「月次風俗図扇面流し屏風』大阪大学出版会、2006
- 『光をまとう中世絵画 やまと絵屏風の美』角川叢書、2007
- 『武家屋敷の春と秋 萬徳寺所蔵「武家邸内図屏風」』大阪大学出版会、2007
- 『中世屏風絵の研究』中央公論美術出版、2013
- 『洛中洛外図屏風歴博甲本 : 絵になる都』(芸術選書) 中央公論美術出版、2025

## 参考
- [ISBN 978-4-8055-0704-9]